# Buffalo Springfield
Buffalo Springfield fue una banda musical estadounidense de rock conocida como plataforma de las carreras musicales en solitario de Neil Young, Stephen Stills y Richie Furay. La banda, que combinó el rock, el folk rock y el country en un sonido propio, fue una de las primeras bandas estadounidenses surgidas a raíz de la Invasión británica, y fue reconocida principalmente por el sencillo "For What It's Worth", una canción que se convirtió en un himno político a finales de la década de 1960. 
Formada en abril de 1966, la breve historia de Buffalo Springfield estuvo plagada de luchas internas, arrestos relacionados con el consumo o posesión de drogas y frecuentes cambios de formación que llevaron a la disolución del grupo apenas dos años después. En dos años el grupo publicó tres álbumes, aunque  fueron publicadas varias demos, descartes de sesiones y grabaciones en directo en las siguientes décadas.
A pesar de su corta existencia y de su limitada producción, fue uno de los grupos más influyentes de su época, llegando a entrar en el Salón de la Fama del Rock and Roll, y sirvió de precedente a la creación de grupos como Crosby, Stills, Nash & Young, Poco, Manassas y Loggins & Messina.

## Historia

### Orígenes
Si bien la banda se formó a principios de 1966, la génesis del grupo bien puede atribuirse a la oportunidad de encontrarse que tuvieron un año antes, cuando Neil Young y Stephen Stills cruzaron sus caminos por primera vez en Fort William, Ontario. Young estaba allí con The Squires, la banda que había liderado desde 1963, y Stills estaba de gira con The Company, una banda folk rock con cinco miembros de la antigua banda Cafe Au Go Go. Si bien ambos no se volvieron a ver hasta pasado un año, el encuentro dejó en ambos un fuerte deseo de trabajar juntos.
Algo más tarde, cuando The Company se disolvió al acabar la mencionada gira, Stills se trasladó a la Costa Oeste, donde trabajó como músico de estudio por un tiempo. Aconsejado por el productor Barry Friedman, quien le decía que tendría trabajo si preparaba una banda, Stills invitó a varios músicos: Richie Furay, de Cafe Au Go Go y un antiguo componente de The Squirres, el bajista Ken Koblun para probar.
A principios de 1966 Neil Young conoció a Bruce Palmer, quien por aquella época tocaba el bajo para una banda llamada Mynah Birds. Por la necesidad de un guitarrista, Palmer invitó a Young a unirse a la banda, oferta que fue aceptada. Mynah Birds se reunieron para grabar un álbum para Motown Records, momento en el que Rick James, su cantante, fue arrestado por evitar el llamamiento a filas. Con su contrato discográfico cancelado, Young y Palmer decidieron dirigirse a Los Ángeles, donde esperaban encontrarse con Stills. Apenas una semana después, desanimados por no ser capaces de encontrar a Stills, y listos para ponerse camino a San Francisco, se vieron envueltos en un gran atasco de tráfico, y encontraron a Stills en carril de sentido contrario. Entonces los cuatro decidieron unirse en una banda. Menos de una semana después, se unió el batería Dewey Martin, quien había trabajado con artistas de estilo country como Patsy Cline y The Dillards, a sugerencia del mánager de The Byrds, Jim Dickson.
Tomando el nombre de una apisonadora aparcada frente a la casa de Friedman, donde estaban también viviendo Stills y Furay, la banda debutó un 11 de abril, e inició una gira por California como teloneros de Dillards y The Byrds.

### El club nocturnoWhisky A Go Go, un contrato discográfico, y las revueltas de Sunset Strip
Al acabar The Byrds su gira, Chris Hillman convenció al propietario del pub Whisky A Go Go para que fuese a escucharles. Como resultado, Buffalo Springfield pasaron a ser la banda principal del bar por un período de siete semanas, desde el 2 de mayo al 18 de junio. Esta importante serie de conciertos solidificó la reputación de la banda por su directo y atrajo el interés inmediato de varios sellos discográficos locales. Al final fue Atlantic Records quien los contrató para grabar en los estudios Gold Star en Hollywood.
Young, Stills y Furay querían grabar algunas demos antes del álbum, pero Greene y Stone, quienes se habían autoimpuesto el rol de productores del álbum, consideraron la voz de Neil Young "demasiado extraña" y asignaron a Furay el papel de vocalista principal de la mayoría de las canciones escritas por Young.
Su primer sencillo, “Nowadays Clancy Can't Even Sing”, fue publicado en julio de 1966 pero tuvo poca repercusión fuera de Los Ángeles. El grupo estaba insatisfecho, y reconstruyeron alguna de sus grabaciones anteriores para el resto del álbum. De hecho, Young y Stills han asegurado por un largo período que su propia mezcla en mono era de superior calidad a la mezcla estéreo de los ingenieros Greene y Stone. El álbum homónimo a la banda originalmente fue publicado por el sello discográfico subsidiario de Atlantic Records Atco Records con sonido monocanal en octubre de 1966, y se publicó una versión estéreo con diferente orden de pistas en marzo de 1967.
En noviembre de 1966 Stills escribió la que es la canción emblema de la banda "For What It's Worth" tras observar las revueltas de Sunset Strip. La grabación de este tema fue en diciembre, y a partir de enero de 1967, Buffalo Springfield logró poner la canción en los puestos altos de las listas de ventas.

### Multitud de cambios en la formación de la banda
En enero de 1967 el grupo viajó a Nueva York a instancias de la discográfica. Fue entonces cuando, en su hotel, Palmer fue por primera vez arrestado por posesión de marihuana y deportado a Canadá. La banda se movió entre sesiones de grabación y apariciones en directo en las dos costas americanas, contratando a varios bajistas en sustitución de Palmer.
Bajo estas condiciones, el trabajo en el nuevo álbum, llamado inicialmente Stampede, fue tenso. Desconfiando de Greene y Stone, Young y Stills también reñían entre ellos, y cada cual insistía en ser el productor de sus propias composiciones. Furay, quien no había contribuido material hasta entonces excepto su guitarra y su rol de vocalista, dio un paso adelante e igualó el número de contribuciones de Neil Young en su segundo álbum.
Si bien Palmer volvió al grupo a principios de junio, Young ya había dejado la banda y de ese modo corrían el riesgo de perderse el Monterey Pop Festival. Young volvió en agosto, y tras despedir a Greene y Stone, el grupo repartió su tiempo entre sus conciertos y darle sus últimos retoques a su segundo álbum, llamado al final Buffalo Springfield Again.
Si bien se puede considerar más un batiburrillo de trabajos individuales que un auténtico esfuerzo en conjunto, muchos críticos consideran Buffalo Springfield Again, publicado en noviembre de 1967, como la grabación más exquisita de Buffalo Springfield, y que incluye gran número de pistas de gran importancia, como Mr. Soul, Rock & Roll Woman, y Sad Memory. Si bien, para muchos fanes de la banda, es la composición "Bluebird" la que permanece en su memoria. 

### Disolución de la banda
En enero de 1968 la segunda deportación de Palmer, nuevamente por posesión de drogas, rompió el transcurso de las sesiones. Esta vez fue contratado para su sustitución el guitarrista e ingeniero de estudio Jim Messina. Sin Palmer, también Young empezó a aparecer con menos frecuencia, no pocas veces incluso dejando a Stills el papel de guitarra principal en los conciertos. Se reservó una sesión de grabaciones, grabándose todas las canciones de su tercer álbum a finales de marzo, pero estaba claro que la banda iba a desaparecer. En abril de 1968, tras otra nueva detención por consumo de drogas, en el que se vieron envueltos Young, Furay, Messina, y Eric Clapton, la banda se disolvió.
Su último concierto tuvo lugar en el Long Beach Arena, un 5 de mayo de 1968. Tras tocar muchos de sus más conocidos temas, una versión extendida de "Bluebird" se convirtió en su despedida. El grupo se había disuelto apenas dos años después de su formación.
Tras la ruptura, Furay y Messina recogieron diversas grabaciones de entre mediados de 1967 y principios de 1968, en un tercer y último álbum de estudio llamado Last Time Around. Solo en unas cuantas de las canciones participaban más de dos o tres miembros a la vez, y suele ser descrito por la crítica como su peor álbum. Stills y Furay aparecían en más pistas que los demás componentes, y básicamente eran quienes habían impuesto su visión en el álbum, si bien este no triunfó.

### Legado y reconocimiento
A pesar de no ser nunca una banda de gran éxito comercial, "For What It’s Worth" fue un éxito en toda regla, y la reputación de la banda creció aún más con el éxito sucesivo de sus componentes. Stills formó banda con David Crosby, de The Byrds, y Graham Nash de The Hollies en 1968; Neil Young inició su carrera en solitario, si bien se implicó de forma importante en varios de los álbumes de la banda de Crosby, Stills y Nash, prolongando así sus complicadas relaciones con Stephen Stills. Furay y Messina fundaron Poco antes de dedicarse a otros proyectos.
Tras grabar un álbum en 1970, fracasado comercialmente, Palmer cayó en el olvido, si bien ocasionalmente tocó en algunos tributos a la banda, y en bastantes ocasiones participó como bajista para Crosby, Stills y Nash, siendo sustituido en participaciones posteriores por el bajista Greg Reeves. También colaboró en varios de los álbumes de Young de los años 80.
Dewey Martin siguió con The New Buffalo Springfield hasta formar después un nuevo grupo, Dewey Martin and Medicine Ball, y grabar un LP con UNI Records.
En 1997 la banda fue incluida en el Rock and Roll Hall of Fame, aunque Young no participó en la proclamación. En 2001 fue publicado un disco recopilatorio de la banda preparado por Neil Young. El disco incluía numerosas demos, tomas y mezclas alternativas.
En su álbum publicado en 2000 Silver & Gold, Young cantó su deseo de recuperar la banda. Desafortunadamente, con la muerte en octubre de 2004 de Palmer, la reunión ha dejado de ser posible.
La banda de deathcore Winds of Plague hizo un cover de la canción "For What It’s Worth" para la banda sonora del videojuego Homefront

## Discografía

### Álbumes
- Buffalo Springfield. Atco (octubre de 1966) - POP #80; UK #197
- Buffalo Springfield Again. Atco (noviembre de 1967) - POP #44
- Last Time Around. Atco (julio de 1968) - POP #42
- Retrospective: The Best of Buffalo Springfield (recopilación). Atco (febrero de 1969) - POP #42
- Buffalo Springfield (recopilación 2xlp). Atco (diciembre de 1973) - POP #104
- Buffalo Springfield (recopilación 4xcd). Rhino (julio de 2001) - POP #194

### Sencillos
- "Nowadays Clancy Can't Even Sing / Go And Say Goodbye". Atco (julio de 1966) - POP #110
- "Burned / Everybody's Wrong". Atco (noviembre de 1966)
- "For What It's Worth (Stop, Hey What's That Sound) / Do I Have To Come Right Out And Say It?". Atco (enero de 1967) - POP #7
- "Bluebird / Mr. Soul". Atco (julio de 1967) - POP #58
- "Rock 'n' Roll Woman / A Child's Claim To Fame". Atco (septiembre de 1967) - POP #44
- "Expecting To Fly / Everydays". Atco (enero de 1968) - POP #98
- "Un-Mundo / Merry-Go-Round". Atco (mayo de 1968) - POP #105
- "Special Care / Kind Woman". Atco (septiembre de 1968) - POP #107
- "On The Way Home / Four Days Gone". Atco (octubre de 1968) - POP #82